# Krajský přebor – Praha-město 1978/1979
V soubojích Krajského přeboru – Praha-město 1978/79, jedné ze skupin 4. nejvyšší fotbalové soutěže, se utkalo 16 týmů dvoukolovým systémem podzim – jaro. Tento ročník skončil v červnu 1979.

## Výsledná tabulka
Zdroj:
| Poř. | Tým                      | Z  | V  | R  | P  | VG | OG | B  |
| ---- | ------------------------ | -- | -- | -- | -- | -- | -- | -- |
| 1.   | TJ Tatra Smíchov         | 30 | 18 | 8  | 4  | 57 | 25 | 44 |
| 2.   | TJ Radotín               | 30 | 19 | 4  | 7  | 70 | 31 | 42 |
| 3.   | TJ RH Strašnice          | 30 | 15 | 10 | 5  | 45 | 28 | 40 |
| 4.   | TJ Avia Čakovice         | 30 | 15 | 7  | 8  | 52 | 36 | 37 |
| 5.   | TJ Břevnov               | 30 | 14 | 5  | 11 | 46 | 41 | 33 |
| 6.   | TJ Slavoj Braník „B“     | 30 | 13 | 4  | 13 | 46 | 56 | 30 |
| 7.   | TJ Montáže Praha         | 30 | 11 | 7  | 12 | 44 | 50 | 29 |
| 8.   | TJ Slavoj Zbraslav       | 30 | 10 | 8  | 12 | 52 | 50 | 28 |
| 9.   | TJ Chirana Modřany       | 30 | 11 | 6  | 13 | 35 | 41 | 28 |
| 10.  | TJ Dopravní podnik Praha | 30 | 11 | 6  | 13 | 30 | 42 | 28 |
| 11.  | TJ Lokomotiva Praha      | 30 | 9  | 9  | 12 | 37 | 37 | 27 |
| 12.  | TJ Spoje Praha           | 30 | 10 | 5  | 15 | 32 | 39 | 28 |
| 13.  | TJ Viktorie Žižkov „B“   | 30 | 8  | 9  | 13 | 30 | 39 | 25 |
| 14.  | Tatran SZ Praha          | 30 | 12 | 4  | 14 | 36 | 42 | 24 |
| 15.  | TJ Spartak Karlín        | 30 | 6  | 7  | 17 | 30 | 50 | 19 |
| 16.  | TJ Praga Praha           | 30 | 5  | 7  | 18 | 30 | 66 | 17 |

Poznámky:
- Z = Odehrané zápasy; V = Vítězství; R = Remízy; P = Prohry; VG = Vstřelené góly; OG = Obdržené góly; B = Body

|  | Postup do Divize C 1979/80             |
|  | Sestup do příslušné I. A třídy 1979/80 |